# Шарипбаев, Зейнулла Зекенович
Зайнулла Зекенович Шарипбаев (13 августа 1962, Экибастуз — 15 февраля 1983, Афганистан) — советский воин-интернационалист, участник войны в Афганистане, посмертно награждённый орденом Красной Звезды.

## Биография
Родился 13 августа 1962 года в городе Экибастуз.
После окончания средней школы работал помощником машиниста экскаватора.
С 1981 года был призван в Советскую армию, служил в Аягозе Семипалатинской области и в городе Кушка, учился на водителя автомашины.
В 1982 году направлен в Афганистан для участия в афганской войне, водитель-командир отделения, старший сержант 101 МСП. С 1982 года неоднократно принимал участие в доставке боеприпасов, продовольствия и других важных грузов в воинские части и подразделения. 15 февраля 1983 года, отражая нападения противника на автомашину колонны, действовал смело и самоотверженно, в кузове автомашины З. З. Шарипбаева находились 2 женщины и 10 солдат, а в кабине — сержант. Спасая людей, сидящих в кузове, он обогнал колонну и вывел машину из зоны обстрела; люди были спасены, но сам он был смертельно ранен.
За мужество и отвагу Указом Президиума Верховного Совета СССР награждён орденом Красной Звезды (посмертно).

## Награды
- Орден Красной Звезды (1983)
- Грамота Президиума Верховного Совета СССР (1990)

## Память
- Именем Зейнуллы Шарипбаева названа улица в городе Экибастузе[2].
- 25 декабря 2018 года состоялось торжественное открытие мемориальной доски Зейнуллы Шарипбаева на фасаде школы-лицея № 1[3].